# Schloss Untertraubenbach

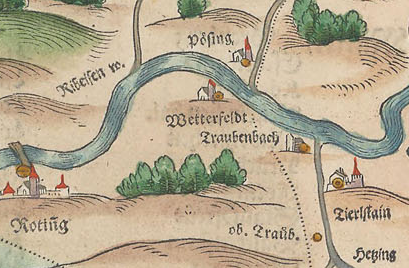
Bairische Landtafeln von Philipp Apian von 1568 – Ausschnitt Traubenbach

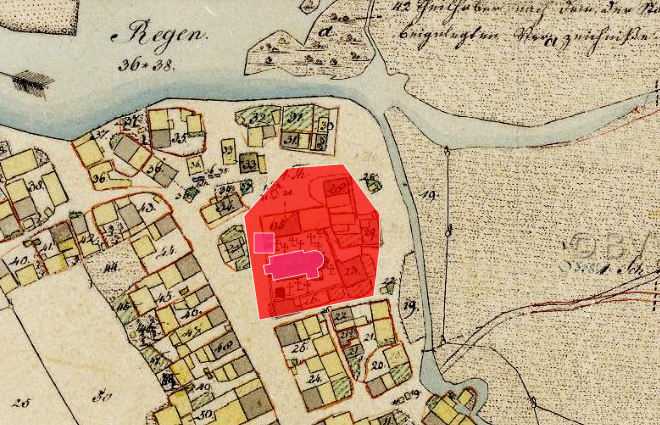
Lageplan von Schloss Untertraubenbach auf dem Urkataster von Bayern

Das abgegangene Schloss Untertraubenbach befand sich im gleichnamigen Ortsteil der Oberpfälzer Stadt Cham im Landkreis Cham von Bayern. Die Anlage wird als Bodendenkmal unter der Aktennummer D-3-6741-0169 im Bayernatlas als „archäologische Befunde des Mittelalters und der frühen Neuzeit im Bereich der Kath. Pfarrkirche St. Martin in Untertraubenbach, darunter die Spuren von Vorgängerbauten bzw. älteren Bauphasen sowie des abgegangenen frühneuzeitlichen Schlosses und der mittelalterlichen Burg“ geführt.

## Geschichte
Der Name Untertraubenbach ist vom Traubenbach abgeleitet, der hier in den Regen mündet. Der Bach wurde erstmals urkundlich 1003 als Drubinaha erwähnt, als König Heinrich II. das Landgut Hötzing dem Bistum Freising schenkte. Drubinaha heißt dunkles, trübes Wasser, was von den Erlen- und Weidebüschen verursacht wurde.
Die ersten Grundherren in Traubenbach waren die Äbtissinnen des adeligen Damenstiftes Obermünster in Regensburg. Der Amtshof des Stiftes mit einer kleinen Kapelle stand im Ortsteil Angerl, der auch heute noch so heißt. Der Amtshof wurde auch als Hochhaus bezeichnet und im 19. Jahrhundert als Altersheim und Armenhaus verwendet. Es brannte 1894 ab und an seiner Stelle entstand der alte Dorffriedhof.
Die Geschichte von Thierlstein und Schloss Traubenbach (heute Untertraubenbach) weisen eine enge Beziehung auf. Ein Mengotus de Trübinbach leistet um 1180 Verzicht gegenüber dem Kloster Reichenbach auf ein Gut seines Bruders Gozpert, das dieser in Trübinbach gestiftet hatte. Die Trübenbacher und die Thierlinger scheinen miteinander verwandt gewesen zu sein. Das Erbe dürften die Thierlinger angetreten haben. 1441 nennt sich Stephan Thierlinger nach Traubenbach. Stefan der Türlinger zum Türlstein wird 1428 erwähnt und somit ist die Burg Thierlstein als Stammsitz dieser Familie beglaubigt.
In der Landtafel von 1488 sind beide Burgen mit unterschiedlichen Besitzern erwähnt, allerdings ist nur Thierlstein im Besitz der Thierlinger und Traubenbach im Besitz der Muracher. 1503 sind beide Hofmarken wieder als Besitz der Thierlinger ausgewiesen, obwohl Traubenbach auch weiterhin bei den Murachern ausgewiesen ist. Endgültig bringt Ende des 16. Jahrhunderts eine Tochter des Georg von Murach Traubenbach in die Ehe mit Georg Thierlinger. Seitdem sind beide Hofmarken in Personalunion miteinander verbunden bzw. Trübenbach ist eine inkorporierte Hofmark von Thierlstein.
Die Trübenbacher (auch Drubenbecker genannt) gelten als Begründer der hiesigen Burg. Sie waren die Begründer des äußeren Dorfes und bauten sich eine Burg, auf deren Grundmauern die heutige Kirche St. Martin steht. Auf der Landkarte der Philipp Apian von 1588 ist in Traubenbach ein burgartiger Bau mit einem Satteldach zu erkennen. Burg und Pfarrkirche wurden während des Dreißigjährigen Krieges zerstört, danach wurde an der Stelle des zerstörten Schlosses die Pfarrkirche wieder aufgebaut. Laut Jahreszahl an der Westseite der Kirche soll dies 1719 gewesen sein. Archäologische Befunde im Bereich des abgegangenen Schlosses von Untertraubenbach sind als Bodendenkmal der zuvor mittelalterlichen Burg noch erhalten.